# Lenny Moore
Leonard Edward Moore (Reading, Pensilvania, 25 de noviembre de 1933), más conocido como Lenny Moore, es un exjugador profesional estadounidense de fútbol americano que se desempeñó en la posición de halfback y flanker en la National Football League (NFL). Es miembro del Salón de la Fama del Fútbol Americano Profesional.

## Carrera
Moore jugó como profesional doce temporadas en Baltimore Colts (1956-1967), equipo en el que se retiró.

## Reconocimiento
El 2 de agosto de 1975, ingresó como miembro al Salón de la Fama del Fútbol Americano Profesional.